# Charles Avison
Charles Avison (ur. luty 1709 w Newcastle upon Tyne, zm. 9 lub 10 maja 1770 tamże) – angielski kompozytor barokowy i organista.
Był organistą w kościele św. Jana i św. Mikołaja w Newcastle upon Tyne. Znany jest jako twórca „12 Concerti Grossi według Scarlattiego” (12 Concerti Grossi after Scarlatti) i „Eseju o ekspresji muzycznej” (ang. Essay on Musical Expression) (1752), pierwszej teoretycznej rozprawy krytycznej opublikowanej w języku angielskim.

## Życiorys
Niewiele wiadomo o wczesnym okresie życia Avisona. Syn muzyków (Richarda i Anne), został ochrzczony 16 lutego 1709 w kościele św. Jana. Możliwe że poznał wówczas Ralpha Jenisona, mecenasa sztuki, a później także członka parlamentu. Jako młody człowiek pojechał do Londynu, by studiować pod kierunkiem Francesca Geminianiego. Jego związki z miastem urodzenia pozostały silne i 13 października 1735 roku uzyskał posadę organisty u św. Jana w Newcastle. Nieco później został również organistą w kościele św. Mikołaja (obecnie katedra św. Mikołaja). Mimo wielu ofert pracy w bardziej prestiżowych miejscach nigdy nie opuścił Newcastle.
15 stycznia 1737 roku Avison poślubił Catherine Reynolds. Przeżyło troje z ich dzieci: Jane (1744–1773), Edward (1747–1776) i Charles (1751–1795). Edward i Charles pracowali również jako organiści u św. Mikołaja. Charles opublikował księgę hymnów.
W lipcu 1738 roku Avison został dyrektorem muzycznym Newcastle Musical Society. Współpracował z Johnem Garthem i działał w lokalnych teatrach.
Postać Avisona występuje w Rozmowach z pewnymi ludźmi, ważnymi w swych czasach (ang. Parleyings with Certain People of Importance in their Day) Roberta Browninga:
Hear Avison! He tenders evidence/That music in his day as much absorbed/Heart and soul then as Wagner’s music now.

## Znaczenie
Avison wpisał się w tradycję włoskich concerti grossi, które Francesco Geminiani przybliżył słuchaczom w Londynie. W swoich dziełach postępował zgodnie z zasadą, by wzorować się na konstrukcji sonat. W Eseju o ekspresji muzycznej skrytykował odstępstwa i eksperymenty Händla.